# VM i landevejscykling 2018 – Enkeltstart (junior damer)
Dame juniorernes enkeltstart ved VM i landevejscykling 2018 blev afholdt mandag den 24. september 2018. Enkeltstarten var 19,8 km lang.

## Hold og ryttere
| 3 ryttere            | 2 ryttere                                                                           | 2 ryttere                                                                              | 1 rytter                                                                 |
| -------------------- | ----------------------------------------------------------------------------------- | -------------------------------------------------------------------------------------- | ------------------------------------------------------------------------ |
| Italien · Kasakhstan | Australien · Canada · Danmark · Frankrig · Hviderusland · Letland · Holland · Norge | Slovakiet · Slovenien · Spanien · Storbritannien · Tjekkiet · Tyskland · Ukraine · USA | Belgien · Chile · Eritrea · Irland · Litauen · Polen · Rusland · Schweiz |

### Danske ryttere
- Mie Saabye
- Mette Egtoft Jensen

- Mie Saabye

## Resultater
| \| Samlede stilling \| Samlede stilling \| Samlede stilling \| Samlede stilling \| Samlede stilling \| \| Rytter \| Rytter \| Hold \| Tid \| \| \| ---------------- \| -------------------- \| ---------------- \| ---------------- \| ---------------- \| \| 1. \| Rozemarijn Ammerlaan \| Holland \| 27' 02" \| \| \| 2. \| Camilla Alessio \| Italien \| + 6" \| \| \| 3. \| Elynor Bäckstedt \| Storbritannien \| + 17" \| \| \| 4. \| Georgi Pfeiffer \| Storbritannien \| + 21" \| \| \| 5. \| Simone Boilard \| Canada \| + 24" \| \| \| 6. \| Vittoria Guazzini \| Italien \| + 24" \| \| \| 7. \| Ajgul Garejeva \| Rusland \| + 24" \| \| \| 8. \| Marie Le Net \| Frankrig \| + 25" \| \| \| 9. \| Marta Jaskulska \| Polen \| + 28" \| \| \| 10. \| Hannah Ludwig \| Tyskland \| + 28" \| \| |                      |                |         |
| |                      |                |         |
| Kilde: ProCyclingStats |                      |                |         |
| Samlede stilling |                      |                |         |
| Rytter | Rytter               | Hold           | Tid     |
| 1. | Rozemarijn Ammerlaan | Holland        | 27' 02" |
| 2. | Camilla Alessio      | Italien        | + 6"    |
| 3. | Elynor Bäckstedt     | Storbritannien | + 17"   |
| 4. | Georgi Pfeiffer      | Storbritannien | + 21"   |
| 5. | Simone Boilard       | Canada         | + 24"   |
| 6. | Vittoria Guazzini    | Italien        | + 24"   |
| 7. | Ajgul Garejeva       | Rusland        | + 24"   |
| 8. | Marie Le Net         | Frankrig       | + 25"   |
| 9. | Marta Jaskulska      | Polen          | + 28"   |
| 10. | Hannah Ludwig        | Tyskland       | + 28"   |